# Kong (animációs sorozat)
A Kong amerikai televíziós 2D-s számítógépes animációs sorozat, amelyet a BKN International készített. Amerikában 2000. szeptember 9. és 2001. március 26. között a Fox Kids tűzte műsorra. Magyarországon a Megamax adta le.

## Ismertető
Az Empire State Building tetejéről, amikor King Kong leesett, egy ifjú tudós, Lorna Jenkins, klónozta. Vissza akarta vinni a szigetre, hogy a világ elől megvédje. Aztán 18 év elteltével a tudós unokája, aki Jason, az egyik barátjával közösen elviszi a szigetre a tanárukat, hogy bemutassa neki Kongot és megmutassa neki, milyen a paradicsomban. Arra rá sem éreznek, hogy a szigeten a tanáruknak több és mennyire gonosz terv van. Az ifjak amit tudnak megtesznek érte, hogy féken tartsák. A segítségére jár nekik ebben Kong és egy sámán lány is, aki Lua.

## Szereplők
- Kong
- Jason Jenkins
- Eric “Tann” Tannenbaum IV
- Dr. Lorna Jenkins
- Lua
- Professor Ramon De La Porta
- Omar
- Frazetti
- Giggles
- Tiger Lucy
- Rajeev
- Wu-Chan
- Chiros
- Harpy
- Ominous
- Andre

## Magyar hangok
- Láng Balázs – ?
- Andresz Kati – ?
- Haás Vander Péter – ?
- Posta Viktor – ?
- Sági Tímea – ?

## Epizódok
1. Visszatérés 1. rész (The Return Part1)
2. Visszatérés 2. rész (The Return Part2)
3. Ősi erő (Primal Power)
4. Sötét erők ébredése (Dark Force Rising)
5. A macskanő nyomai (The Giant Claw Robberies)
6. Sárkánytűz (Dragon Fire)
7. Vadásztúra (Mistress of the Game)
8. Újjászületés (Reborn)
9. A végtelenség köve (The Infinity Stone)
10. A karmok éjszakája (Night of the Talons)
11. Vijjogó Jack színre lép (Howling Jack)
12. A félelmek hálója (The Hidden Fears)
13. A szunnyadó város (The Sleeping City)
14. A világ tetején (Top of the World)
15. A lelkek ura (Master of Souls)
16. Vészhelyzet New Yorkban (Billy)
17. Sáskajárás (Indian Summer)
18. Enlil haragja (Enlil's Wrath)
19. Hazai pálya (Welcome to Ramone's)
20. Vijjogó Jack állatkertje (Dna Land)
21. A sárkány ébredése (Curse of the Dragon)
22. A kékcsillag (Blue Star)
23. A próba (Renewal)
24. Chiros gyermeke (Chiros's Child)
25. A vízalatti város (The Aquanauts)
26. A tűzkobrája (Cobra God)
27. A windigo átka (Windingo)
28. Veaedelmes dallama (Dangerous Melody)
29. Zöld pokol (Green Fear)
30. Az istenek alkonya (Twilight of the Gods)
31. Csapda (Framed)
32. A láthatatlan fenyegetés (The Invisilble Threat)
33. Sir James hagyatéka (Sir James Alex's Legacy)
34. Álca (Lies)
35. ? (Return to Redwoods)
36. ? (Sacred Songs)
37. ? (Apocalypse)
38. ? (Quetzalcoatl)
39. ? (The Thirteenth Stone)
40. ? (Interview with a Monkey)